# Leon Fleisher
Leon Fleisher (São Francisco, 23 de julho de 1928 — Baltimore, 2 de agosto de 2020) foi um pianista e maestro estadunidense.

## Biografia
Nasceu numa família judia pobre, de pais imigrantes da Europa Oriental. O seu pai fazia chapéus e a mãe tinha o sonho de que o filho fosse um grande pianista. Fleisher iniciou os estudos de piano aos quatro anos. Aos oito anos começou a tocar piano em público, e aos 16 fez um concerto com a Orquestra Filarmónica de Nova Iorque sob direção de Pierre Monteux, maestro com o qual se iniciou na direção de orquestra. Estudou com Artur e Karl Ulrich Schnabel.
Foi distinguido em 1952 no Concurso Musical Internacional Rainha Isabel da da Bélgica.
Fez uma série de gravações com George Szell e a Orquestra de Cleveland. Perdeu o uso da mão direita em 1964, por causa de distonia focal, começou a procurar reportório para a mão esquerda, mas acabaria por deixar mais tarde a carreira pianística. Após vários tratamentos médicos, recuperou a capacidade de usar a mão direita na década de 1990, graças a tratamentos experimentais com injeções de botox. Retomou então a carreira de pianista de concertos, com variado reportório, incluindo contemporâneos.
Ficou conhecido pelas suas interpretações de concertos para piano de Ludwig van Beethoven e de Johannes Brahms. Dirigiu a Orquestra de Annapolis (Maryland).
Foi professor no Peabody Institute da Universidade Johns Hopkins, no Instituto Curtis, no Royal Conservatory of Music de Toronto, e em Tanglewood.
Entre os seus alunos contam-se Hélène Grimaud, Jonathan Biss, Yefim Bronfman, Jean-François Latour, Maneli Pirzadeh, Louis Lortie, André Watts, Amy Lin, Daniel Wnukowski, entre muitos outros.
Foi distinguido com o Prémio Kennedy em 2007.
Morreu no dia 2 de agosto de 2020 em Baltimore, aos 92 anos.